# Korg Wavestation

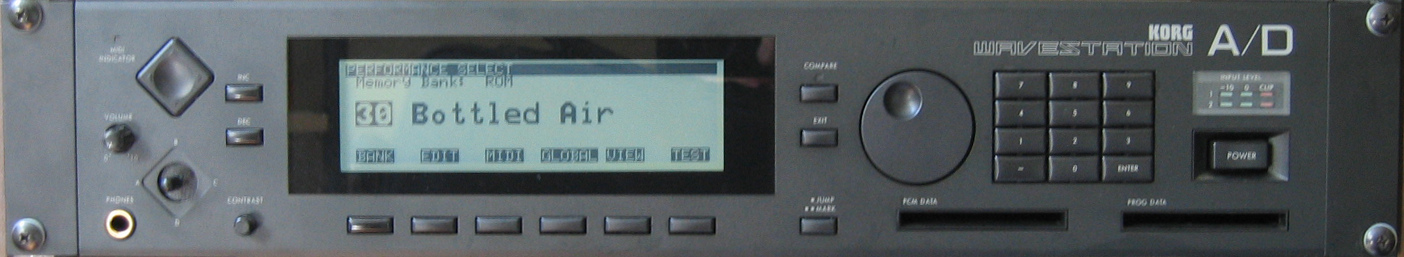
Korg Wavestation A/D.

Le Korg Wavestation est un synthétiseur produit par le fabricant japonais Korg au milieu des années 1990. Il est par la suite recyclé en application musicale.
Le principe de la synthèse du Wavestation est de pouvoir créer des boucles d'échantillons d'instruments réels numérisés, de les séquencer et de les modifier à travers les filtres habituels à peu près commun à tous les synthétiseurs (filtre VCF, VCO, VCA et ADSR).
Il a été utilisé par des artistes tels que Orbital, The Future Sound of London, Genesis, Jan Hammer, Depeche Mode, Toto, Vangelis, Legendary Pink Dots, Biosphere and Sin.